# Droga krajowa nr 63 (Polska)

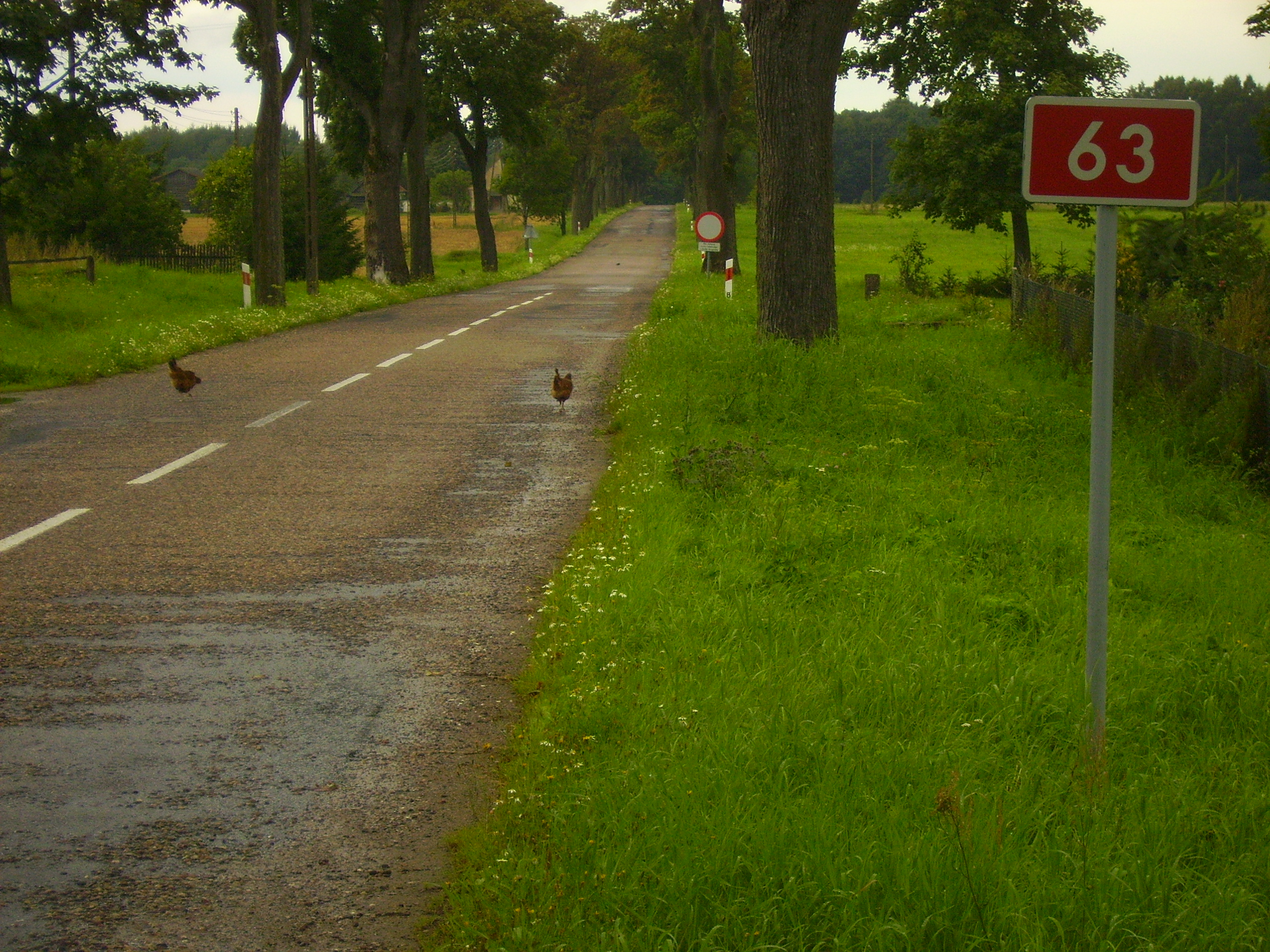
Widok na koniec ogólnodostępnego odcinka drogi. Widoczny słupek prowadzący znajduje się 800 m od początku drogi na granicy z Rosją

Droga krajowa nr 63 – droga krajowa przebiegająca przez województwa: warmińsko-mazurskie, podlaskie, mazowieckie i lubelskie. Łączy ona miejscowość Perły, gdzie ma powstać przejście graniczne Perły-Kryłowo z rosyjskim obwodem królewieckim, z przejściem granicznym Sławatycze-Domaczewo na granicy z Białorusią. Ma ok. 410 km długości.
Drogę tę przecina droga ekspresowa S8 (w Zambrowie). W przyszłości będą ją przecinały również autostrada A2 (w okolicach Siedlec) i droga ekspresowa S19 (w Radzyniu Podlaskim).

## Historia numeracji
Na przestrzeni lat trasa posiadała różne oznaczenia:

| Numer | Przebieg                                                                   | Lata obowiązywania | Źródło | Uwagi |
| ----- | -------------------------------------------------------------------------- | ------------------ | --- | --- |
| 2     | Kisielnica – Łomża                                                         | lata 30. – 1952    | Mapa samochodowa Polski (stan dróg) na rok 1939/40, Warszawa | |
| 2/1   | Łomża – Zambrów                                                            | lata 30. – 1952    | Mapa samochodowa Polski (stan dróg) na rok 1939/40, Warszawa | |
| 3/1   | Zambrów – Czyżewo – Sokołów Podlaski – Siedlce                             | lata 30. – 1952    | Mapa samochodowa Polski (stan dróg) na rok 1939/40, Warszawa | |
| 4/2   | Siedlce – Łuków – Radzyń Podlaski                                          | lata 30. – 1952    | Mapa samochodowa Polski (stan dróg) na rok 1939/40, Warszawa | |
| 4/3   | Radzyń Podlaski – Wisznice – Sławatycze – granica państwa                  | lata 30. – 1952    | Mapa samochodowa Polski (stan dróg) na rok 1939/40, Warszawa | |
| 187   | granica państwa – Węgorzewo – Giżycko – Orzysz – Pisz – Kisielnica – Łomża | 1952 (?) – 1985    | - Mapa samochodowa Polski 1:1 000 , wyd. dziesiąte, Warszawa: Państwowe Przedsiębiorstwo Wydawnictw Kartograficznych, 1971. Brak numerów stron w książce - Mapa samochodowa Polski 1:1 000 , wyd. trzecie, Warszawa: Państwowe Przedsiębiorstwo Wydawnictw Kartograficznych, 1975. Brak numerów stron w książce - Mapa samochodowa Polski 1:1 000 , Warszawa: Państwowe Przedsiębiorstwo Wydawnictw Kartograficznych, 1981. Brak numerów stron w książce | nieznane oznaczenie przed 1971 r. – odcinek oznaczany na mapach jako droga drugorzędna od granicy do Łomży lub do Orzysza |
| 21    | Łomża – Zambrów                                                            | 1952 (?) – 1972    | - Mapa samochodowa Polski 1:1 000 , wyd. dziesiąte, Warszawa: Państwowe Przedsiębiorstwo Wydawnictw Kartograficznych, 1971. Brak numerów stron w książce - Mapa samochodowa Polski 1:1 000 , wyd. trzecie, Warszawa: Państwowe Przedsiębiorstwo Wydawnictw Kartograficznych, 1975. Brak numerów stron w książce - Mapa samochodowa Polski 1:1 000 , Warszawa: Państwowe Przedsiębiorstwo Wydawnictw Kartograficznych, 1981. Brak numerów stron w książce | |
| 24    | Zambrów – Ceranów – Sokołów Podlaski – Siedlce – Łuków – Radzyń Podlaski   | 1952 (?) – 1985    | jw. | • w 1972 roku wydłużono przebieg do Łomży • na mapach drogowych w latach 80. odcinek oznaczany jako droga drugorzędna     |
| L4    | Radzyń Podlaski – Wisznice – Sławatycze – granica państwa                  | 1952 (?) – 1985    | Wojskowe mapy topograficzne 1:50 000 do miast Radzyń Podlaski, Wohyń, Wisznice oraz Sosnówka – datowane na rok 1987 (według stanu na rok 1984). | Odcinek ten był w tym czasie drogą drugorzędną.                                                                           |
| 644   | granica państwa – Węgorzewo – Giżycko – Pisz – Kisielnica                  | 1985 – 2000        | - Uchwała nr 192 Rady Ministrów z dnia 2 grudnia 1985 r. w sprawie zaliczenia dróg do kategorii dróg krajowych (M.P. z 1986 r. nr 3, poz. 16) - Rozporządzenie Rady Ministrów z dnia 15 grudnia 1998 r. w sprawie ustalenia wykazu dróg krajowych i wojewódzkich (Dz.U. z 1998 r. nr 160, poz. 1071) | |
| 680   | Łomża – Zambrów – Ceranów – Sokołów Podlaski                               | 1985 – 2000        | - Uchwała nr 192 Rady Ministrów z dnia 2 grudnia 1985 r. w sprawie zaliczenia dróg do kategorii dróg krajowych (M.P. z 1986 r. nr 3, poz. 16) - Rozporządzenie Rady Ministrów z dnia 15 grudnia 1998 r. w sprawie ustalenia wykazu dróg krajowych i wojewódzkich (Dz.U. z 1998 r. nr 160, poz. 1071) | dozwolony ruch ciężki – dopuszczalny nacisk na oś do 10 ton                                                               |
| 63    | Łomża 61 – Łomża 680 ... Sokołów Podlaski – Siedlce                        | 1985 – 2000        | - Uchwała nr 192 Rady Ministrów z dnia 2 grudnia 1985 r. w sprawie zaliczenia dróg do kategorii dróg krajowych (M.P. z 1986 r. nr 3, poz. 16) - Rozporządzenie Rady Ministrów z dnia 15 grudnia 1998 r. w sprawie ustalenia wykazu dróg krajowych i wojewódzkich (Dz.U. z 1998 r. nr 160, poz. 1071) | |
| 804   | Siedlce – Łuków – Radzyń Podlaski                                          | 1985 – 2000        | - Uchwała nr 192 Rady Ministrów z dnia 2 grudnia 1985 r. w sprawie zaliczenia dróg do kategorii dróg krajowych (M.P. z 1986 r. nr 3, poz. 16) - Rozporządzenie Rady Ministrów z dnia 15 grudnia 1998 r. w sprawie ustalenia wykazu dróg krajowych i wojewódzkich (Dz.U. z 1998 r. nr 160, poz. 1071) | dozwolony ruch ciężki – dopuszczalny nacisk na oś do 10 ton                                                               |
| 817   | Radzyń Podlaski – Wisznice – Sławatycze – granica państwa                  | 1985 – 2000        | - Uchwała nr 192 Rady Ministrów z dnia 2 grudnia 1985 r. w sprawie zaliczenia dróg do kategorii dróg krajowych (M.P. z 1986 r. nr 3, poz. 16) - Rozporządzenie Rady Ministrów z dnia 15 grudnia 1998 r. w sprawie ustalenia wykazu dróg krajowych i wojewódzkich (Dz.U. z 1998 r. nr 160, poz. 1071) | dozwolony ruch ciężki – dopuszczalny nacisk na oś do 10 ton                                                               |

... – brak ciągłości drogi

## Droga 63 po2012roku wZambrowie
W październiku 2012 roku otwarto Obwodnicę Zambrowa w ciągu drogi ekspresowej S8. W ramach tej inwestycji ma powstać również Południowo-wschodnia obwodnica Zambrowa, która ma być częścią drogi krajowej nr 63 i drogi krajowej nr 66. Dzięki temu samochody jadące z Łomży do Siedlec i Bielska Podlaskiego nie będą musiały jechać przez centrum miasta, tylko ominą Zambrów od strony zachodniej.

## Miasta na trasie
- Węgorzewo
- Giżycko
- Orzysz
- Pisz
- Kolno
- Łomża − obwodnica jednojezdniowa S61/DK63, druga jezdnia w budowie
- Zambrów - obwodnica planowana
- Czyżew
- Sokołów Podlaski
- Siedlce
- Łuków
- Radzyń Podlaski[4]